# Tasjkent
Tasjkent är huvudstaden i Uzbekistan. Den är belägen i nordöstra delen av landet vid gränsen mot Kazakstan nära floden Syr-Darja och utlöpare av bergskedjan Altaj. Staden har cirka 2,4 miljoner invånare.

## Namn
Tasjkents namn har på uzbekiska betydelsen "stenstaden"; detta kommer av tasj, "sten", och kent, "stad". Andra stavningar av staden är Тошкент (Tosjkent) och Toshkent, med de två stavningarna på uzbekiska enligt de kyrilliska respektive latinska alfabeten. Den ryska stavningen av stadsnamnet är Ташкент (Tasjkent). Äldre varianter av stadsnamnet är Tosjqand och Tosjkand.

## Historia
Staden har anor från 4000-talet f.Kr. och var länge ett viktigt handelscentrum längs sidenvägen. Den omnämns i kinesiska källor från 100-talet f.Kr. Den hette fram till 1000-talet Tjatj. 1214 blev staden förstörd av Khorezm shah och 1219 utsatte Djingis khan staden för ännu en våldsam attack. Därefter kom staden att få utstå flera anfall från främst timuriderna och sjajbaniderna.
Under 1400-talet var den ett timuridiskt fort. Tasjkent var från 1500-talet del av khanatet Buchara, men var huvudstad i ett självständigt khanat 1810 då den erövrades av Alem khan av Kokand; den förvaltades 1853-1858 av ståthållaren Mirza Achmed Pervanatji.
Staden erövrades av den ryske generalen Michail Tjernjajev år 1865 och blev 1867 huvudstad i det ryska generalguvernmentet Turkestan. År 1930 blev den huvudstad i den uzbekiska sovjetrepubliken. Stora delar av staden raserades i en massiv jordbävning 1966; den byggdes senare upp i modern sovjetisk stil. Den blev efter Sovjetunionens fall 1991 huvudstad i Uzbekistan.
Även om mycket av staden förstördes i jordbävningen 1966 finns där fortfarande flera gamla byggnadsverk, däribland Kukeldasj Madrassa, daterad till Abdullah khans regeringstid (1557-1598).

## Ekonomi
Viktiga näringar är verkstadsindustri, textilie- och livsmedelsproduktion. Flygplansfabriken som tillverkar Iljusjin Il-76 och Iljusjin Il-114 ligger i denna stad. Tasjkent har ett universitet, grundat 1918, och ett modernt tunnelbanesystem som är det enda av sitt slag i Centralasien.

## Sport
- FC Bunyodkor (professionell fotbollsklubb)
- Lokomotiv Tasjkent (professionell fotbollsklubb)
- Pachtakor Tasjkent (professionell fotbollsklubb)

## Befolkning
Av befolkningen i Tasjkent är 73 procent uzbeker, 18 procent ryssar och 9 procent övriga nationaliteter.